# John Curry
John Anthony Curry (9. září 1949, Birmingham – 15. dubna 1994, Binton) byl anglický krasobruslař reprezentující Británii. Vrchol jeho kariéry přišel v roce 1976, kdy vyhrál individuální závod na všech třech vrcholných krasobruslařských podnicích - olympijský závod v Innsbrucku, mistrovství světa v Göteborgu a mistrovství Evropy v Ženevě. Byl prvním Britem v historii, který získal olympijské zlato v krasobruslení. V olympijském finále získal 105,9 bodu ze 108 možných, což je dosud rekord. Na olympiádě v Innsbrucku byl rovněž vlajkonošem britské výpravy. Proslul tím, že do krasobruslení integroval prvky baletu a moderního tance, někdy byl proto přezdíván "Nurejev na ledě".
Před mistrovstvím světa v roce 1976 byl Curry označen německým bulvárním deníkem Bild za homosexuála. John Vinocur, reportér Associated Press, udělal poté s Currym rozhovor několik dnů před jeho olympijským vítězstvím, ve kterém se sportovec ke své homosexualitě přihlásil. Rozhovor byl zveřejněn druhý den po Curryho olympijském vítězství. Curry potvrdil, že je gay, i na tiskové konferenci téhož večera. V roce 1987 byl Currymu diagnostikován virus HIV a v roce 1991 nemoc AIDS. Zemřel tři roky poté, ve 44 letech, na infarkt související s AIDS. V později vydané autorizované biografii uvedl herec Alan Bates, že byli s Currym dvouletými partnery, a že Curry zemřel v jeho náruči.
V roce 2018 o něm byl natočen dokumentární film The Ice King.